# 姚洪
姚洪（?—930年），五代軍事人物。
早年為後梁的小校，屬董璋部下，长兴初年，率兵千人戍守阆州（今四川）。董璋叛變，领兵攻打阆州，董璋便寫信招降姚洪，姚洪拒降，將信紙丟入茅廁。三日後城陷被擒。姚洪大骂董璋曰：“老贼，尔为天子镇帅，何苦反耶！尔既孤恩背主，吾与尔何恩，而云相负。尔为李七郎奴，扫马粪，得一脔残炙，感恩无尽。”董璋大怒，將他丟入鍋內活煮，遂被烹食。

## 延伸阅读
[在维基数据编辑]
 《舊五代史·卷70》，出自薛居正《舊五代史》
 《新五代史·卷33》，出自歐陽修《新五代史》